# 杰茜卡·穆尔
杰茜卡·穆尔（英語：Jessica Moore，1990年8月16日—），澳大利亚女子网球运动员，2008年成为职业球手。她曾代表澳大利亚参加2010年英联邦运动会网球比赛，获得女子双打银牌。她于2020年退役。